# Copa Interamericana 1994
La Copa Interamericana 1994 est la 16e édition de la Copa Interamericana. Cet affrontement oppose le club costaricain du CS Cartagines, vainqueur de la Coupe des champions de la CONCACAF 1994 au Vélez Sársfield, club argentin vainqueur de la Copa Libertadores 1994.
Les rencontres ont lieu le 17 février 1996 et le 24 février 1996.
Vélez Sársfield remporte cette quinzième édition sur le score cumulé de 2-0.

## Contexte
Vélez Sársfield a disposé en finale de Sao Paulo (1-0 puis 0-1 (3 t.a.b. à 5) pour remporter la Copa Libertadores 1994 pour leur première victoire dans cette compétition. Les brésiliens étaient le double tenant du titre.
Le CS Cartagines remporte la Coupe des champions de la CONCACAF 1994 disputée sous forme de Final four à San José en Californie. Cartagines dispose en demi-finale de l'Alianza Fútbol Club 2-1 avant de battre en finale le CF Atlante 3-2.

## Match aller
| 17 février 1996 | CS Cartagines | 0 - 0 | Vélez Sársfield | Stade José Rafael Fello Meza Ivankovich, Cartago |
|                 |               |       |                 | Arbitrage : Benito Archundia                     |
|                 | Rapport       |       |                 |                                                  |

| CS Cartagines :    |                         |     |  |
| Gardien de but     | Hermidio Barrantes      |     |  |
| D                  | Evaristo Contreras      |     |  |
| D                  | Henry Wood              |     |  |
| D                  | Maximillian Peynado     |     |  |
| D                  | Marco Tulio Hidalgo     | 64e |  |
| M                  | Luiz Claudio Dos Santos |     |  |
| M                  | Alexánder Gómez         |     |  |
| M                  | Erick Rodríguez         | 83e |  |
| M                  | Max Sánchez             |     |  |
| A                  | Heriberto Quirós (en)   | 71e |  |
| A                  | Norman Pin Gómez        |     |  |
| Remplaçants :      |                         |     |  |
| A                  | Jéwisson Bennett        | 64e |  |
| A                  | Everaldo da Costa       | 71e |  |
| M                  | Aurelio Ferreira        | 83e |  |
| Entraîneur :       |                         |     |  |
| Rolando Villalobos |                         |     |  |

| Vélez Sársfield : |                               |     |        |
| Gardien de but    | José Luis Chilavert           |     |        |
| D                 | Flavio Zandoná                |     |        |
| D                 | Roberto Trotta                |     | 85e    |
| D                 | Mauricio Pellegrino           |     |        |
| D                 | Raúl Cardozo                  |     |        |
| M                 | Marcelo Herrera (en)          |     |        |
| M                 | Marcelo Gómez                 |     | Averti |
| M                 | Guillermo Morigi (en)         |     |        |
| M                 | Patricio Camps (es)           | 88e |        |
| A                 | Fernando Daniel Pandolfi (es) | 83e |        |
| A                 | José Oscar Flores             | 74e |        |
| Remplaçants :     |                               |     |        |
| A                 | Martín Posse                  | 74e |        |
| A                 | Claudio Husaín                | 83e |        |
| M                 | Carlos Compagnucci (es)       | 88e |        |
| Entraîneur :      |                               |     |        |
| Carlos Bianchi    |                               |     |        |

## Match retour
| 24 février 1996 | Vélez Sársfield        | 2 - 0 | CS Cartagines | Stade José Amalfitani, Buenos Aires |                                 |
|                 | Flores 4e · Flores 75e |       |               | Arbitrage : Eduardo Dluzniewski     | Arbitrage : Eduardo Dluzniewski |
|                 | Rapport                |       |               | Arbitrage : Eduardo Dluzniewski     | Arbitrage : Eduardo Dluzniewski |

| Vélez Sársfield : |                               |     |        |
| Gardien de but    | José Luis Chilavert           |     | Averti |
| D                 | Sebastián Méndez (es)         |     |        |
| D                 | Flavio Zandoná                |     |        |
| D                 | Carlos Compagnucci (es)       |     |        |
| D                 | Raúl Cardozo                  |     |        |
| M                 | Marcelo Herrera (en)          |     |        |
| M                 | Marcelo Gómez                 |     |        |
| M                 | Patricio Camps (es)           | 75e |        |
| A                 | Martín Posse                  |     |        |
| A                 | Fernando Daniel Pandolfi (es) | 79e |        |
| A                 | José Oscar Flores             | 77e |        |
| Remplaçants :     |                               |     |        |
| M                 | Guillermo Morigi (en)         | 75e |        |
| A                 | Claudio Husaín                | 77e |        |
| A                 | Daniel Cordone (en)           | 79e | 82e    |
| Entraîneur :      |                               |     |        |
| Carlos Bianchi    |                               |     |        |

| CS Cartagines :    |                         |     |        |
| Gardien de but     | Hermidio Barrantes      |     |        |
| D                  | Henry Wood              |     | 82e    |
| D                  | Maximillian Peynado     |     | Averti |
| D                  | Alexánder Gómez         |     |        |
| D                  | Alexánder Madrigal (es) |     |        |
| M                  | Marco Tulio Hidalgo     |     |        |
| M                  | Luiz Claudio Dos Santos |     |        |
| M                  | Evaristo Contreras      |     |        |
| M                  | Max Sánchez             |     |        |
| A                  | Jéwisson Bennett        |     | Averti |
| A                  | Everaldo da Costa       | 63e |        |
| Remplaçants :      |                         |     |        |
| A                  | Norman Pin Gómez        | 63e |        |
| Entraîneur :       |                         |     |        |
| Rolando Villalobos |                         |     |        |